# Бениофф, Дэвид
Дэвид Бениофф (англ. David Benioff, при рождении Дэвид Фридман, англ. David Friedman; род. 25 сентября 1970, Нью-Йорк) — американский писатель, сценарист и теле-продюсер. Сосоздатель и шоураннер широко известного сериала канала HBO «Игра престолов» (совместно с Д. Б. Уайссом).

## Ранние годы
Бениофф родился в Нью-Йорке. Младший из трёх детей в семье Барбары Фридман (урожд. Бениофф) и Стивена Фридмана, бывшего главы фирмы «Goldman Sachs». В зрелом возрасте он взял девичью фамилию матери, чтобы избежать путаницы с другими писателями по имени Дэвид Фридман. Его предки — еврейские иммигранты из
Румынии, Германии и России.
Выпускник Дартмутского колледжа. В 22 года работал вышибалой в клубах Сан-Франциско, затем учителем английского языка средней школы Поли Преп в Бруклине. В 1999 году получил степень магистра изящных искусств (англ. master of fine arts) в университете Ирвайна.

## Карьера сценариста
В 1999 году Бениофф закончил свой первый опубликованный роман «25-й час», который стал его выпускной работой в Ирвайне. Позже он написал сценарий, по которому Спайк Ли снял фильм с Эдвардом Нортоном в главной роли.
Бениофф написал черновой сценарий мифологического эпического фильма «Троя» (2004), за который Warner Bros. заплатила ему $2,5 млн. Также он написал сценарий психологического триллера «Останься» (2005), снятый Марком Форстером. Его сценарий к «Бегущему за ветром» по одноимённому роману отметил второе сотрудничество с Форстером. В 2004 году его наняли как сценариста для спин-оффа саги «Люди Икс» под названием «Люди Икс: Начало. Росомаха» (2009), он работал над сценарием около трёх лет.
В 2006 году Бениофф задумал экранизировать серию романов «Песнь Льда и Огня» Джорджа Р. Р. Мартина и вместе с Д. Б. Уайссом начал разработку телесериала «Игра престолов». Работа над пилотным эпизодом началась на телеканале HBO в 2007 году, через три года сериал получил «зелёный свет». Бениофф и Уайсс ранее вместе работали над сценарием фильма «Директор» (не был снят), в «Игре престолов» они — исполнительные продюсеры, шоураннеры и сценаристы.
В 2008 году был издан роман Бениоффа «Город воров» («City of Thieves»), события которого происходят в блокадном Ленинграде. Русский перевод под названием «Город» опубликован в 2010 году издательством «Рипол-классик»; продюсером русского издания выступил Тимур Бекмамбетов, который предлагал автору сделать экранизацию, но получил отказ.
10 апреля 2014 года, Бениофф объявил, что они с Д. Б. Уайссом как сценаристы, продюсеры и режиссёры начали работу над своим первым полнометражным фильмом «Крутые парни», адаптацией романа лауреата Пулитцеровской премии Стивена Хантера.
19 июля 2017 года Бениофф объявил, что по окончании работы над последним сезоном «Игры престолов» они с Уайссом собираются начать производство ещё одного сериала для HBO «Конфедерат».

## Политические взгляды
В 2019 году подписал «Открытое письмо против политических репрессий в России».

## Личная жизнь
30 сентября 2006 года Бениофф женился на американской актрисе Аманде Пит в Нью-Йорке. У них трое детей (все носят фамилию Фридман): дочь Фрэнсис Пен (2007), дочь Молли Джун (2010), сын Генри Пит (2014).

## Книги
- 25 час[англ.]
- Город

## Сценарии
- 2002 — «25-й час» / 25th Hour
- 2004 — «Троя» / Troy
- 2005 — «Останься» / Stay
- 2007 — «Бегущий за ветром» / The Kite Runner
- 2009 — «Люди Икс: Начало. Росомаха» / X-Men Origins: Wolverine
- 2009 — «Братья» / Brothers
- 2011— 2019 — «Игра престолов» / Game of Thrones (39 эпизодов)
- 2013 — «В Филадельфии всегда солнечно» / It’s Always Sunny in Philadelphia (1 эпизод)
- 2019 — «Гемини» / Gemini Man

## Режиссура
- Игра престолов (3-й сезон), эпизод 3 «Стезя страданий»
- Игра престолов (8-й сезон), эпизод 6 «Железный Трон»
- Кафедра